# Цецилиусиды
Цецилиусиды (лат. Caeciliusidae)— семейство сеноедов из подотряда Psocomorpha. Одно из самых многовидовых семейств сеноедов, которое включает в себя около 600 видов, 16 из них распространены в Европе.

## Описание
Жилки передних крыльев опушены одним рядом волосков. Жилки задних крыльев, кроме RS, без волосков.

## Систематика
Около 600 видов и 40 родов. Семейство ранее называлось Caeciliidae, но последнее название было изменено из-за омонимии с семейством земноводных Caeciliidae. Подсемейство Paracaeciliinae ранее входило в состав Caeciliusidae, но было возведено в ранг семейства Paracaeciliidae.
- Amphicaecilius Li, 2002
- Anoculaticaeca Li, 1997
- Aphyopsocus Smithers, 1982
- Asiocaecilius Mockford, 2000
- Austrocaecilius Smithers, 1981
- Bassocaecilius Schmidt & New, 2008
- Bivalvicaecilia Li, 2002
- Caecilius Curtis, 1837
- Clinocaecilius Schmidt & New, 2008
- Coryphaca Enderlein, 1910
- Coryphosmila Enderlein, 1925
- Disialacaecilia Li, 2002
- Dypsocopsis Mockford, 2000
- Dypsocus Hagen, 1866
- Epicaecilius Mockford, 2000
- Fuelleborniella Enderlein, 1902
- Graminacaecilius Schmidt & New, 2008
- Hageniola Banks, 1931
- Isophanes Banks, 1937
- Isophanopsis Badonnel, 1981
- Licaecilius Li, 2002
- Lienhardiella Mockford, 2000
- Maoripsocopsis Mockford, 2000
- Maoripsocus Tillyard, 1923
- Nothocaecilius Schmidt & New, 2008
- Orocaecilius Mockford, 2000
- Parvialacaecilia Li, 2002
- Pericaecilius Mockford, 2000
- Phymocaecilius Li, 2002
- Protodypsocus Enderlein, 1903
- Smithersiella Badonnel, 1977
- Stenocaecilius Mockford, 2000
- Tasmanocaecilius Schmidt & New, 2008
- Thorntoniella Mockford, 2000
- Valenzuela Navas, 1924
- Ypsiloneura Pearman, 1932
- † Eopsocites Hong, 2002
- † Fushunopsocus Hong, 2002
- † Ptenolasia Enderlein, 1911
- † Stenopterites Hong, 2002